# ممالك النار (مسلسل)
ممالك النار، مسلسل دراما عربي مشترك تاريخي من إنتاج شركة جينوميديا الإماراتية سنة 2019، من تأليف محمد سليمان عبد المالك وإخراج المخرج البريطاني بيتر ويبر.
تولت إدارة إنتاج المسلسل شركة إماراتية، وصور بأكمله في تونس بكلفة تقدر بمائة مليون دينار تونسي (40 مليون دولار أمريكي)، وعرض للمرة الأولى بدءًا من يوم 17 نوفمبر 2019 على قنوات أم بي سي 1، إم بي سي مصر، وإم بي سي العراق وإم بي سي 5، 

## قصة العمل
يوثق المسلسل الحقبة الأخيرة من دولة المماليك وسقوطها على يد العثمانيين في بدايات القرن السادس عشر، مسلطاً الضوء على مرحلة في التاريخ العربي ثرية في الأحداث، كاشفاً العديد من الحقائق حول هذه الحقبة.

## طاقم العمل

### البطولة
عدد كبير من نجوم الدراما في العالم العربي.
| الممثل          | الشخصية                     | الممثل            | الشخصية                  |
| --------------- | --------------------------- | ----------------- | ------------------------ |
| خالد نجم        | علان                        | يامن فيومي        | جم بن محمد الفاتح        |
| يزن السيد       | اينال                       | رفيق علي أحمد     | محمد الفاتح              |
| سهير بن عمارة   | السلطانة حفصة               | عبد المنعم عمايري | بايزيد الثاني            |
| يارا قاسم       | تولاى                       | رشيد عساف         | قانصوه الغوري            |
| منى واصف        | والدة الخليفة العباسي       | نادين تحسين بيك   | عائشة خاتون (أم سليم)    |
| ريمي سرميني     | الأمير شاهنشاه              | رنا شميس          | جان سكر (زوجة قانصوه)    |
| علاء الزعبي     | الأمير أحمد                 | خالد النبوي       | طومان باي                |
| رامز الأسود     | سنان باشا                   | محمود نصر         | سليم الأوّل               |
| معتز هشام       | سليم الأول (الطفل)          | حلا رجب           | عائشة خاتون (زوجة سليم)  |
| سعد مينه        | جان بردي الغزالي            | نضال نجم          | خاير بك                  |
| محمد حاتم       | جمال الكاتب                 | جواد الشكرجي      |                          |
| خالد كمال       | الكامل زعيم جماعة الجهاردية | ديمة قندلفت       | مريم (شقيقة طومان باي)   |
| عبد الرحيم حسن  | الطبيب عبد الكريم الحسيني   | كندة حنا          | نلباي (محبوبة طومان باي) |
| شادي الصفدي     | يونس باشا                   | ياسين بن قمرة     | كرتباي                   |
| مروان أبو شاهين | فرهاد باشا                  | عاكف نجم          | القرمانلي باشا           |
| علي صطوف        | سيباى                       | قصي الشوفي        | سليمان القانوني          |

### الفنيين
يضم فريق عمل المسلسل عدداً كبيراً من النجوم العالميين في مجالات صناعة الدراما منها الديكور، الملابس والماكياج من إيطاليا، كولومبيا وأستراليا، ومنهم لويجي ماركيوني الذي عمل مع مخرجين عالميين مثل جيوزبي تورنتوري وريدلي سكوت.

## وصلات خارجية
- ممالك النار على موقع IMDb (الإنجليزية)
- ممالك النار على موقع قاعدة بيانات الأفلام العربية
- ممالك النار على موقع قاعدة بيانات الفيلم (الإنجليزية)